# Gabriele Valentini
Gabriele Valentini (Cesena, 18 novembre 1952) è un dirigente sportivo ed ex calciatore italiano, di ruolo centrocampista.

## Carriera
Debutta in Serie B con la squadra della sua città nel campionato 1970-1971, prima di passare per una stagione al Cattolica, in Serie D. L'anno seguente torna al Cesena disputando 5 partite nella Serie B 1972-1973 culminata con la promozione in Serie A dei bianconeri, e nell'ottobre 1973 viene nuovamente ceduto in prestito al Livorno, sempre in Serie C. Nella stagione successiva va ancora in prestito, al Piacenza, con cui conquista la promozione in Serie B agli ordini di Giovan Battista Fabbri, già suo allenatore nel Livorno.
Nel 1975 torna ancora al Cesena, con cui debutta in Serie A il 4 aprile 1976 sul campo del Cagliari. In maglia cesenate disputa due campionati in Serie A (per un totale di 18 presenze e una rete all'attivo in occasione della sconfitta interna col Foggia dell'8 maggio 1977) e poi tre campionati in Serie B.
Nel 1980 passa per una stagione al Verona ancora in Serie B, per terminare poi la sua carriera da calciatore in Serie C1 con il Fano.
In carriera ha totalizzato complessivamente 18 presenze ed una rete in Serie A e 126 presenze e 6 reti in Serie B.

## Dopo il ritiro
Appese le scarpette al chiodo, è rimasto nel mondo del calcio. Dal 1995 è segretario generale del Cesena e poi dirigente dell'area sportiva della società bianconera.

## Palmarès

### Club

#### Competizioni nazionali
- Serie C: 1

Piacenza: 1974-1975